# سيميون ويليامسون
سيميون ويليامسون (بالإنجليزية: Simeon Williamson)‏ هو منافس ألعاب قوى بريطاني، ولد في 16 يناير 1986 في إزلنغتون في المملكة المتحدة.

## وصلات خارجية
- سيميون ويليامسون على موقع الاتحاد الدولي لألعاب القوى (الإنجليزية)
- سيميون ويليامسون على موقع ThePowerOf10.info (الإنجليزية)
- سيميون ويليامسون على موقع الدوري الماسي (الإنجليزية)
- سيميون ويليامسون على موقع IBSF (الإنجليزية)
- سيميون ويليامسون على موقع أوليمبيديا (الإنجليزية)
- سيميون ويليامسون على موقع اللجنة الأولمبية البريطانية (الإنجليزية)